# Chōtoku Kyan
Pour les articles homonymes, voir Kyan.
Chōtoku Kyan (喜屋武 朝徳, Kyan Chōtoku, décembre 1870 - 20 septembre 1945) est né à Shuri en décembre 1870 (un quartier de l'actuelle Naha, Okinawa) comme Gichin Funakoshi. C'est l'un des maîtres de karaté les plus connus d'Okinawa.

## Sa jeunesse
Chōtoku était le troisième fils de Chōfu Kyan, le chamberlain du dernier roi d'Okinawa. Jeune d'une constitution très faible, il pratiquait d'une façon intensive avec son père.

## Le karaté de Kyan Chōtoku Sensei
Il fut initié au karaté par son père, qui put l'introduire auprès de Sōkon Matsumura, le père du Shōrin-ryū et sensei du célèbre Itosu (qui modifia tous les kata transmis par Sōkon Matsumura !). Il s'entr7aîna également avec Kōsaku Matsumora (du Tomari-te à ne pas confondre avec le précédent) qui lui permit d'étudier le vieux Passaï, kata transmis par Peichin Oyodomari.
Ce vieux Passaï est toujours pratiqué grâce à Nakasato Jōen Sensei et Zenryō Shimabukuro (1908-1969) à Okinawa, dont la version diffère assez de celle de Nagamine, influencé par Itosu. Il est à noter que ces 2 grands maîtres sont peu connus en Occident, mais il est probable que leurs kata soient plus proches des origines du Shurite, que ceux de maîtres bien plus connus qui ont tous subi l'influence de maître Itosu.
Il se dit (mais ce n'est pas prouvé) qu'il s'entraîne en même temps que Funakoshi Gichin (le fondateur du Shotokan) chez Sokon Matsumura.
Avec Sōkon Matsumura il apprit les kata Seisan et Gojushiho, kata qui sont proches de ceux enseignés en Shotokan.
Avec Kōsaku Matsomora, il  apprit l'ancienne version de Passai, Chinto (Gankaku en Shotokan).
Il apprit Kusanku (Kanku dai) avec Chatan Yara  qui fut le disciple interne de Kushanku. Yara resta fidèle à son maître (mais ne fut jamais très connu) et transmis ce vieux kata tel quel à Chōtoku Kyan qui lui le transmit aussi sans modification à Nakazoto Jōen et Zenryō Shimabukuro. Encore une fois, cette version diffère de celle de Nagamine Sensei qui est pris souvent en référence pour les vieux kata..
Les kata transmis par Chōtoku Kyan sont donc :
- Shurite : Seisan  (Hangetsu) et Gojushi ho ;
- Tomarite : Wanshu (Empi), Passai (Bassai DAi), Kushanku (Kanku dai), Chinto (Gankaku).

Il a ajouté le kata Ananku, enseigné par son père et qui viendrait de Taïwan. 
Il rajouta le kata de Bô, Tokumine no Kun, mais les avis divergent sur le fait que Chōtoku Kyan l'ait appris de Tokumine lui-même.
Il est presque certain que le karaté de Kyan Chōtoku Sensei reste l'un des plus fidèles au karaté d'origine pratiqué au XIXe siècle à Okinawa. (Dento Okinawa Karate).
Redoutable combattant, de petite taille, il développa un karaté basé sur les esquives (Tai Sabaki). À une époque où les défis étaient courants, il n'a parait-il jamais été battu. Son surnom Chan mi gua est resté célèbre à Okinawa. Il donna le nom de sukunai - hayashi-ryû à son style de karate.

## La fin de sa vie
À l'âge de 72 ans, il pratiquait encore et fit une démonstration impressionnante pour l'inauguration du dojo de Shōshin Nagamine Sensei. Homme d'un grand cœur, à la fin de la Seconde Guerre mondiale, ayant survécu à la bataille d'Okinawa, il donnait toute sa nourriture aux enfants vivant autour de lui. Il décéda donc en 1945 à l'âge de 75 ans de malnutrition.

## Ses élèves, son héritage en karaté
Outre Shōshin Nagamine, qu'il considère comme son successeur, ses deux élèves les plus fidèles sont : Zenryō Shimabukuro (1908-1969) et Jōen Nakazato (1922-). Eux seuls essayèrent de transmettre sans le modifier le karaté de Kyan Chōtoku.
Jōen Nakazato a créé en 1954 le Shōrinji-ryū (pour le différencier du Shōrin-ryū dont il est issu). Il enseigne les 9 katas appris avec Chōtoku Kyan.
Au Japon, l'école de Chōtoku Kyan perdure grâce à Yoshitoshi Sato qui a étudié avec Zenryō Shimabukuro et Jōen Nakazato. Il a lui-même fondé en 1994, le Seishinkan Karate (le karaté du cœur sincère) afin de préserver cet héritage.